# Национал-большевистский фронт
Национал-большевистский фронт (НБФ) —  российская общественно-политическая организация националистического характера, основанная 29 августа 2006 года сторонниками Александра Дугина после раскола в Национал-большевистской партии Эдуарда Лимонова. НБФ связан с Евразийским союзом молодёжи Дугина.
Название первоначально использовалось Российской национал-большевистской партией, когда партия была основана Эдуардом Лимоновым и Александром Дугиным в 1993 году. Вскоре группа сменила название, поскольку превратилась в политическую партию.

## История

### Создание
24 февраля 2006 года в Челябинске состоялась чрезвычайная межрегиональная конференция НБП, в ходе которой Эдуард Лимонов и Владимир «Абель» Линдерман были обвинены в «подмене идеологии национал-большевизма на либерально-демократическую», «смене курса партии на сотрудничество с либералами» и поддержке «оранжевой революции» в России, за что их полномочия были приостановлены до проведения VI внеочередного съезда НБП.
29 августа 2006 года в Москве прошёл учредительный съезд членов Национал-большевистской партии, недовольных деятельностью Эдуарда Лимонова по «нарушению принципов национал-большевизма» и сближению с либеральными и прозападными оппозиционерами Гарри Каспаровым, Михаилом Касьяновым и другими либеральными деятелями из оппозиционной коалиции Другая Россия. Позже этот съезд нацболами будет назван «I съезд НБФ». На съезде присутствовали бывшие лидеры 30 региональных организаций НБП, а также представители Евразийского союза молодёжи и Международного евразийского движения. Возглавили съезд бывшие члены Политсовета НБП Алексей Голубович и Максим Журкин, а в качестве гостей присутствовали глава МЕД Александр Дугин и глава ЕСМ Валерий Коровин. В ходе съезда было объявлено об учреждении Национал-большевистского фронта.

### Известные акции
30 августа 2006 года группа членов НБФ и ЕСМ проникла на пресс-конференцию Эдуарда Лимонова и забросала его монетами после слов Лимонова о том, что НБФ призвано расколоть нацболов и финансируется Кремлём. Этой акцией руководство НБФ хотело показать схожесть Эдуарда Лимонова и Иуды Искариота, была проведена аналогия между предательством Иуды и «предательством интересов национал-большевизма» Лимонова.
29 сентября 2006 года члены НБФ и ЕСМ провели протестные акции против посольства Грузии из-за шпионского скандала, вызванного задержанием грузинскими спецслужбами российских военнослужащих, забросав посольство останками свиньи, а также 21 сентября против посольства Венгрии.
22 ноября 2006 года членами НБФ и ЕСМ была проведена атака на посольство Эстонии в связи с осквернением памятников советским солдатам, забросав посольство дымовыми шашками.
29 ноября 2006 года членами НБФ и ЕСМ прошла акция у посольства Украины против признания Верховной радой Голодомора геноцидом, забросав посольство дымовыми шашками.
19 декабря 2006 года члены НБФ и ЕСМ приковали себя наручниками к зданию посольства Молдавии в ответ на задержание гагаузского правозащитника Ивана Бургуджи.

### Раскол
12 мая 2007 года состоялся II съезд НБФ в Москве, организованный Московским отделением НБФ во главе с Иваном Струковым. На съезде было принято решение о переименовании движения в Русский национал-большевистский фронт. Был избран новый Исполком, членами которого были избраны Иван Струков, Роман Головкин, Роман Киселёв и Яков Горбунов. «Почётными сопредседателями» стали Дмитрий Бахур и посмертно Андрей Гребнев. Были приняты новая организационная структура, новый устав и политические тезисы, в которых было предпочтение только законным методам борьбы вместo акций прямого действия. Основой новой организации стал курс на установление «тотального национального социалистического государства», а сам съезд был назван «съездом Национал-социалистического фронта». При этом известно, что ещё в начале 2007 года были образованы автономные отделения «НБП—Прямой курс» и «НБФ — Москва», отделившиеся от основной организации и перешедшие в Движение против нелегальной иммиграции.

## Идеология
Основой идеологии НБФ являются теория «сменовеховства» Николая Устрялова и национал-революционные идеи Эрнста Никиша, использующиеся вкупе с неоевразийством Александра Дугина и радикальным антилиберализмом. Во многом идеология НБФ повторяет идеологию НБП 1990-х годов во времена сопредседательства Александра Дугина, более радикальную и неофашистскую, чем идеология НБП 2000-х годов.

## Символика
Эмблема НБФ — чёрный одноглавый орёл держащий серп и меч, использовавшийся немецким национал-революционером Эрнстом Никишом в качестве логотипа к газете Widerstand.
Флаг НБФ — красное полотнище, символизирующее революцию и борьбу за пролетариат, а на его фоне — чёрный орёл Эрнста Никиша, символизирующий национальную революцию.